# Биллингс, Моник
Моник Чарис Биллингс (англ. Monique Charice Billings; род. 2 мая 1996 года, Риверсайд, штат Калифорния, США) — американская профессиональная баскетболистка, выступающая в женской национальной баскетбольной ассоциации за команду «Голден Стэйт Валкириз». Была выбрана на драфте ВНБА 2018 года во втором раунде под пятнадцатым номером командой «Атланта Дрим». Играет на позиции лёгкого форварда.

## Ранние годы
Моник родилась 2 мая 1996 года в городе Риверсайд (Калифорния) в семье Чака и Джейн Биллингс, у неё есть сестра, Андреа, училась она немного западнее, в городе Корона, в средней школе Сантьяго, в которой выступала за местную баскетбольную команду.